# Daniel Distéfano
Daniel Distéfano (Buenos Aires, Argentina, 27 de enero de 1952) es un exfutbolista argentino.

## Trayectoria
Comenzó su carrera en Nueva Chicago a principios de los años setenta. En 1974 se unió, gracias a Juan de Dios Frutos, extécnico de Nueva Chicago, al San Telmo, junto Enrique Pisapia proveniente de River Plate, sentando las bases del gran salto del club a Primera División 1975 de la mano de Eduardo Janín. Durante su estadía en San Telmo, integró la gira de Gimnasia y Esgrima de Buenos Aires por España y África.
Daniel Distéfano jugó 28 partidos en San Telmo, donde debutó en la primera fecha contra Dock Sud. En el torneo hizo cuatro goles, uno a Los Andes por la cuarta fecha de la Copa de Competencia; nuevamente a Los Andes en la revancha marcando el cuarto gol para cerrar la goleada de 4-1 ante Unión Santa Fe y dos goles ante Talleres por la Copa Campeonato en el cual ganaron por 5-0.
La carrera de Daniel Distéfano fue extensa como buena futbolísticamente hablando, luego de emigrar de San Telmo, pasa a Huracán Corrientes, Deportes Concepción de Chile, donde se consagró subcampeón; Unión San Felipe y el club más popular de Chile: Colo-Colo.
De regreso en Argentina continuó en Gimnasia y Esgrima de Jujuy, aunque igual probó suerte en Bélgica. Finalizó su carrera en el Comunicaciones de la capital federal argentina.

## Clubes
| Club                        | País      | Año       |
| --------------------------- | --------- | --------- |
| Nueva Chicago               | Argentina | 1972-1973 |
| San Telmo                   | Argentina | 1974      |
| Huracán Corrientes          | Argentina | 1975      |
| Deportes Concepción         | Chile     | 1975      |
| Colo-Colo                   | Chile     | 1976      |
| Unión San Felipe            | Chile     | 1977      |
| Gimnasia y Esgrima de Jujuy | Argentina | 1978-??   |
| Comunicaciones              | Argentina | ??-??     |